# Buke shohatto
Le regole per le casate militari (武家諸法度?, Buke shohatto) furono una serie di decreti promulgati dallo shogunato Tokugawa in Giappone per regolamentare le responsabilità e le attività dei daimyō (signori feudali) e del resto dell'aristocrazia dei guerrieri samurai. Questi formavano la base del bakuhantaisei (sistema dei domini dello shogunato) che era il fondamento del regime Tokugawa. I contenuti dei decreti venivano come un codice di condotta, una descrizione del comportamento appropriato di un daimyō onorevole, e non solamente come leggi cui obbedire. Facendo appello alle idee di moralità e di onore, quindi, lo shogunato fu in grado di fare in modo che le sue restrizioni fossero seguite, nonostante la sua incapacità di farle rispettare direttamente.
I decreti furono letti per la prima a un raduno di daimyō dallo shōgun congedato Tokugawa Ieyasu, al castello di Fushimi nel settimo mese lunare del 1615. Erano stati stilati da alcuni studiosi, tra cui Ishin Sūden, al servizio dello shogunato, ed erano primariamente mirati a limitare il potere dei daimyō in modo da proteggere il controllo dello shogunato sulla nazione.
Lo shōgun regnante al tempo, il figlio di Ieyasu Tokugawa Hidetada, promulgò ufficialmente i decreti poco dopo, e ogni shogun a venire li ri-promulgò ufficialmente, consolidando le restrizioni sui daimyō e il controllo dello shogunato. Nel corso delle generazioni successive, tuttavia, le regole si svilupparono e cambiarono significativamente.

## Articoli promulgati nel 1615
1. La classe dei samurai dovrebbe dedicarsi ad attività adatte all'aristocrazia guerriera, quali l'arciera, la scherma, e l'equitazione, e la letteratura classica.
2. I divertimenti devono essere tenuti entro limiti ragionevoli e le spese per tali attività non devono eccessive.
3. Gli han (domini feudali) non devono ospitare fuggitivi o fuorilegge.
4. I domini devono espellere i ribelli e gli assassini dal loro servizio e dalle loro terre.
5. I daimyō non devono essere coinvolti in interazioni sociali con le persone (né samuri né cittadini comuni) degli altri domini.
6. I castelli possono essere riparati, ma tali attività devono essere segnalate allo shogunato. Sono proibite le innovazioni e le espansioni strutturali.
7. La formazione di cerchie per complotti o cospirazioni nei domini circostanti deve essere segnalata allo shogunato immediatamente, come l'espansione delle difese,  delle fortificazioni e delle forze militari.
8. I matrimoni tra i daimyō e persone di potere o importanti non devono essere organizzati privatamente.
9. I daimyō devono presentarsi a Edo per servizio allo shogunato.
10. Le convenzioni sulle uniformi formali devono essere seguite.
11. Le persone comuni non possono muoversi in lettiga.
12. I samurai in tutto il reame devono praticare la frugalità.
13. I daimyō devono scegliere uomini abili per servire da amministratori e burocrati.

L'editto del 1615 contiene il cuore della filosofia dello shogunato riguardante i codici di comportamento dei samurai. Furono imposte delle politiche simili anche alle persone comuni, ripromulgato molte volte nel corso del periodo Edo.
Molti degli articoli trattano il bisogno per la frugalità, un concetto centrale nel buon governo secondo il confucianesimo. Altri si riferiscono alla legge suntuaria, che richiede alle persone di certe stazioni di presentarsi come tali, nei loro abiti, nei loro modi di trasporto, e in altri modi.